# Rue Aubriot
Rue Aubriot är en gata i Quartier Saint-Gervais i Paris 4:e arrondissement. Rue Aubriot, som börjar vid Rue Sainte-Croix-de-la-Bretonnerie 16 och slutar vid Rue des Blancs-Manteaux 15, är uppkallad efter Hugues Aubriot (död 1382), hög ämbetsman under Karl V.

## Omgivningar
- Notre-Dame-des-Blancs-Manteaux
- Rue des Blancs-Manteaux
- Clos des Blancs-Manteaux
- Rue des Guillemites
- Fontaine des Guillemites
- Rue Pecquay
- Saint-Gervais-Saint-Protais
- Square Charles-Victor-Langlois
- Impasse des Arbalétriers
- Impasse de l'Hôtel-d'Argenson
- Jardin des Rosiers – Joseph-Migneret
- Rue des Singes
- Rue de l'Abbé-Migne

## Bilder
| - Notre-Dame-des-Blancs-Manteaux. - Clos des Blancs-Manteaux. - Square Charles-Victor-Langlois. |

| - Fontaine des Guillemites. - Rue Pecquay. - Rue de l'Abbé-Migne. |

## Kommunikationer
- Tunnelbana – linjerna   – Hôtel de Ville
- Tunnelbana – linje  – Rambuteau
- Busshållplats Rue Vieille-du-Temple – Paris bussnät, linje 29

### Webbkällor
- Lefeuve, Charles (1875). ”Rue Aubriot (du Puits) et Guillemites (des Singes) – IVe arrondissement de Paris”. Histoire de Paris rue par rue, maison par maison. Le Paris pittoresque. https://www.paris-pittoresque.com/rues/249.htm. Läst 26 april 2021.
- ”Rue Aubriot”. Mairie de Paris. http://www.v2asp.paris.fr/commun/v2asp/v2/nomenclature_voies/Voieactu/0501.nom.htm. Läst 26 april 2021.
- ”Rue Aubriot”. Les rues de Paris. https://www.parisrues.com/rues04/paris-04-rue-aubriot.html. Läst 26 april 2021.